# Bundesstraße 317
De Bundesstraße 317 of B317 is een bundesstraße in de Duitse deelstaat Baden-Württemberg.
De weg begint in Weil am Rhein en loopt via Lörrach, Schopfheim, Zell im Wiesental
en Lenzkirch naar Titisee-Neustadt. De weg is 68 km lang.

## Routebeschrijving
De B317 begint in Weil am Rhein en kruist in het uiterste oosten van de stad de Zwitserse grens en loopt in noordoostelijke richting langs de Wiese en kruist na enkele kilometers ten zuidwesten van Lörrach de Zwitserse grens opnieuw, loopt  door Lörrach en kruist bij afrit Lörach-Mitte de A98.  De B317 loopt verder naar Schopfheim, en sluit bij Wehr op de B518 aan. De weg loopt verder Naturpark Südschwarzwald in en kot door Zell im Wiesental, Schönau im Schwarzwald, Todtnau, Feldberg waar de B500 aansluit en loopt via de Feldbergpas en langs de Titisee. Ten zuidwesten van Lenzkirch-Saig sluit de B315 aan. Vanaf hier loopt de B317/B500 verder en eindigt dan in het zuiden van Titisee-Neustadt bij de afrit Titisee-Neustadt op de B31.

## Trivia
De weg verbindt de Zwitserse stad Bazel met het Duitse Titisee-Neustadt en loopt via een bergpas van meer van 1200 meter hoog door het skigebied van de Feldberg, de hoogste berg van het Zwarte Woud.
B2 · B2a · B2R · B3 · B4 · B4R · B8 · B10 · B11 · B12 · B13 · B13n · B14 · B15 · B15n · B16 · B17 · B18 · B19 · B20 · B21 · B22 · B23 · B25 · B26 · B26a · B27 · B28 · B28a · B29 · B30 · B31 · B31a · B32 · B33 · B33a · B34 · B35 · B36 · B37 · B38 · B38a · B39 · B44 · B45 · B47 · B85 · B89 · B131n · B173 · B276 · B278 · B279 · B285 · B286 · B287 · B289 · B290 · B291 · B292 · B293 · B294 · B295 · B296 · B297 · B298 · B299 · B300 · B301 · B302 · B303 · B304 · B305 · B306 · B307 · B308 · B309 · B310 · B311 · B312 · B313 · B314 · B315 · B316 · B317 · B318 · B319 · B340 · B378 · B388 · B415 · B425 · B426 · B462 · B463 · B464 · B465 · B466 · B467 · B468 · B469 · B470 · B471 · B472 · B491 · B492 · B500 · B505 · B512 · B523 · B532 · B533 · B535 · B588 · B999